# Альтанник жовтокрилий
Альтанник жовтокрилий (Sericulus bakeri) — вид горобцеподібних птахів родини наметникових (Ptilonorhynchidae).

## Назва
Вид названо на честь американського банкіра і філантропа Джорджа Стюарта Бейкера, який спонсорував Американський музей природознавства.

## Поширення
Ендемік Папуа Нової Гвінеї. Поширений лише у горах Адельберт в східній прибережній зоні країни на північному заході півострова Гуон. Мешкає у тропічних передгірних та гірських лісах на висоті 1200—1400 м.

## Опис
Птах невеликого розміру (27 см завдовжки, вагою 164—184 г) з пухнастим і масивним зовнішнім виглядом, округлою головою з коротким, конічним і тонким дзьобом з широкою основою, довгими великими крилами, коротким квадратним хвостом.
В оперенні помітний чіткий статевий диморфізм. У самиць верхня частина тіла коричневого забарвлення, темнішого на крилах і хвості, нижня частина тіла сіро-коричнева з темними плямами. У самців оперення повністю чорне з жовтими криючими перами крил і видовженими ниткоподібними перами червонувато-помаранчевого кольору на голові.
Дзьоб і ноги чорнуваті. Очі — у самиць світло-сірі, у самців — сіро-блакитні.

## Спосіб життя
Трапляється поодинці або невеликими зграями. Більшу частину дня проводить під пологом лісу. Всеїдний птах: раціон складається з фруктів (переважно з інжиру) та дрібних безхребетних.
Дані щодо розмноження досить мізерні і обмежуються репродуктивною самицею та гніздом (масивна чашоподібна споруда, побудована з гілочок та рослинних волокон, переплетених на розвилці дерева) у лютому, та самцем біля шлюбного намета. Ймовірно, репродуктивні звички цього виду істотно не відрізняються від інших видів альтанників.